# 住吉神社 (福岡市)
住吉神社

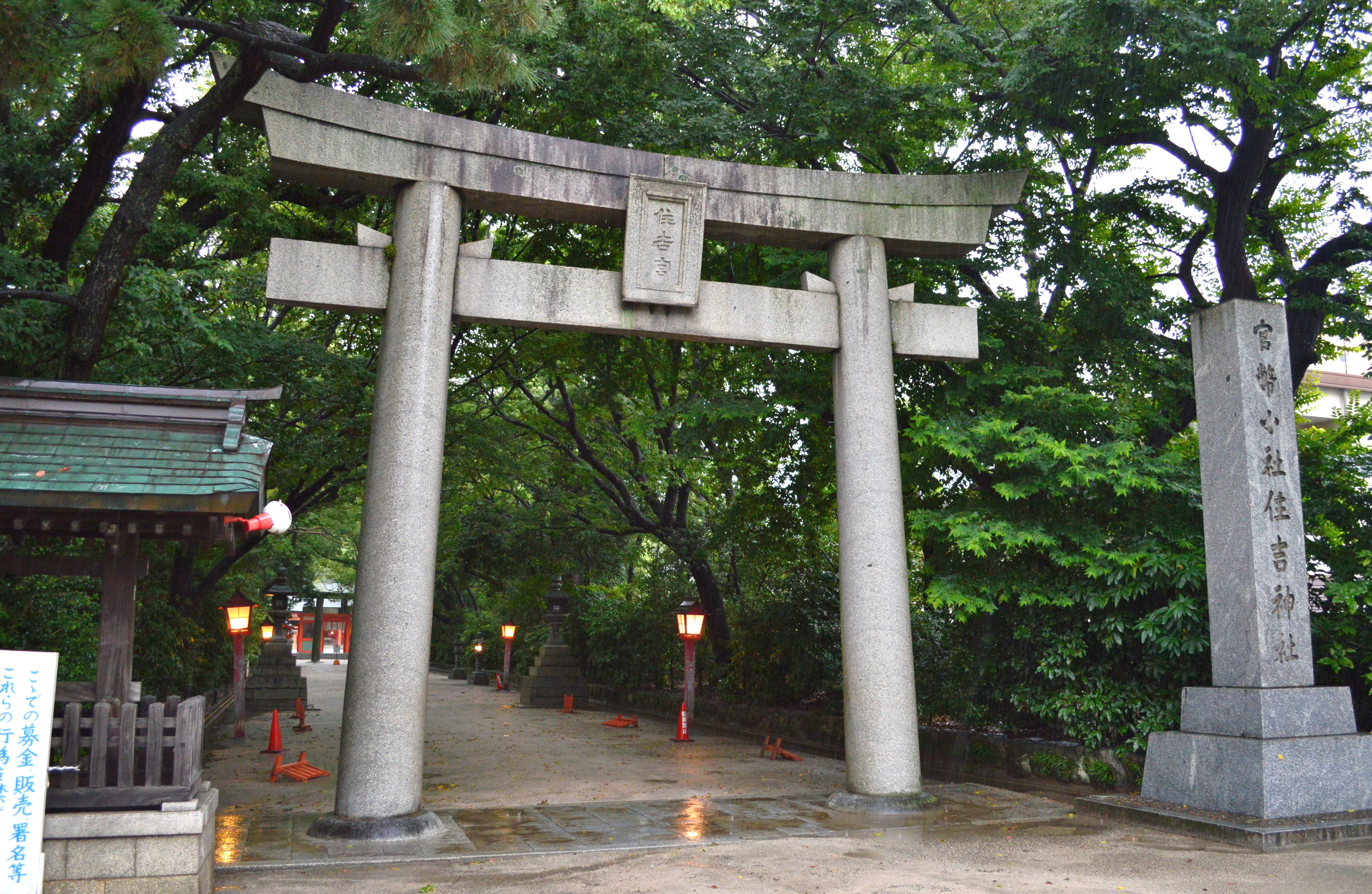
鳥居

住吉神社（日语：／ Sumiyoshi-jinja）是位於福岡縣福岡市博多區住吉的一座神社，為式內社（名神大社）、筑前國一宮。舊社格為官幣小社，現時是神社本廳下的別表神社。與大阪府大阪市的住吉大社、山口縣下關的住吉神社並稱為「三大住吉」。神社位於福岡市的中心地帶，過去該處是那珂川的河口，神社亦以航海的守護神住吉三神為祭神。日本各地約2,000座住吉神社一般均以大阪的住吉大社為總本社，但是有些說法則認為總本社是位於福岡的住吉神社。神社自古與其他住吉神社作為大和王權的國家航海神而備受尊崇，中世開始神社成為筑前國的一宮，領主和一般民眾也視其為海神。
現在的本殿是在江戶時代前期由福岡藩主黑田長政興建，建築模式為古代日本獨特的住吉造，獲指定為日本重要文化財。另外，神社境內出土的彌生時代的銅戈和銅矛等則是福岡縣指定有形文化財。每年的例祭則是相撲會大祭。

## 祭神
神社總共有5位祭神，並稱為「住吉五所大神」。
主祭神
- 住吉三神[1]
  - 底筒男命
  - 中筒男命
  - 表筒男命

配祀神
- 天照皇大神
- 神功皇后

過去，神社的本地佛為藥師如來，福岡市美術館館藏的木造藥師如來坐像和眷屬十二神將立像等重要文化財，原本由神社保存。

## 緣起
作為主祭神的住吉三神在《古事記》和《日本書紀》均有記載。《古事記》中，從黃泉歸來的伊邪那岐為了去除污穢，在筑紫的日向的橘的小戶的阿波岐原（現宮崎縣宮崎市江田神社）進行禊祓的儀式時，住吉三神便與綿津見三神一同出生。另外，神功皇后出兵朝鮮時，神託於住吉三神，最終助其成功征服新羅。在《日本書紀》中，神功皇后從朝鮮歸來之際曾經進行神託，將住吉神的荒魂祀於穴門山田邑，和魂則祀於大津渟中倉長峽，前者比定為下關的住吉神社（山口縣下關市），後者則為大阪的住吉大社（大阪府大阪市），福岡的住吉神社則是神功皇后任命依網吾彥男垂見為住吉社的神主而創建的，從而推測其在三座住吉神社中歷史最悠久。
住吉三神的底筒男命、中筒男命和表筒男命，在日語中均包含一詞，對此有各種的見解，例如將視為星、「津之男」、視為船的呪杖、收集船靈的筒、與對馬的豆酘扯上關連的「豆酘之男」、視其為航海時的持衰的等。上述的各項均顯示，作為國家級別的航海守護神的住吉三神與神功皇后的征討傳承密不可分，在5世紀倭五王時期開始與大和王權的軍事和外交有很大的關連。

## 歷史

### 創建
按《筑前國住吉大明神御緣起》記載，將神社比定為住吉三神的誕生地的阿波岐原。據此，以《住吉神社略誌》的說法，神社便是自古以來的「住吉本社」或稱作「日本第一的住吉宮」，亦是日本全國約2,000座住吉神社的起源。
然而，阿波岐原傳說只是神話，比定地也諸說紛紜，因此真偽不明。可是，按中世繪圖的「博多古圖」顯示，神社位處於那珂川河口突出的海岬上，適合作為祭祀航海守護神之用。另外，按《和名抄》記載，筑前國那珂郡下設有「海部鄉」，加上境內出土彌生時代的銅戈和銅矛，顯示當地自古便是海人族的聖地。另外，《筑前國續風土記拾遺》雖然稱現人神社（那珂川市）是發祥於住吉神社，但是由於環境位置問題，一些意見偏向否定這個說法，而《式內社調査報告》則指出住吉神社和現人神社之間為須玖岡本遺跡等奴國的範圍，兩座神社分別位處於那珂川的上流和下流，因此兩社的祭祀才曾經串連起來。
此外，按成書於平安時代前期左右的《住吉大社神代記》和成書於延長5年（927年）的《延喜式》神名帳記載，攝津國、播磨國、長門國、筑前國、壹岐國和對馬國均建有住吉神社，而這些地方正是從日本前往朝鮮半島的要點。

### 概史
神社在文獻上最早記載為天平9年（737年），伊勢神宮等接獲「筑紫住吉」有關新羅無禮以及未有奉幣的報告。按《新抄格敕符抄》記載，在大同元年（806年）向「住吉神」神封了36戶。另外，入唐八家的圓仁和圓珍分別在承和14年（847年）和仁壽2年（852年）於神社頌經。
按《六國史》記載，貞觀元年（859年）1月27日，筑前國的「住吉神」由神階由原本的無位升至從五位下，而在元慶2年（878年），神社接獲香椎宮的「新羅凶賊」的託宣後，交由朝廷的奉幣使保管。
按成書於延長5年（927年）的《延喜式》「神名帳」記載，在筑前國那珂郡有3座住吉神社，同為名神大社。另外按照《住吉大社神代記》記載，則有「筑前國那珂郡住吉社三前」和「筑前國那珂郡住吉荒魂社三前」等的描述。寬仁元年（1019年），神社負責後一條天皇1代1度的奉幣，而在元永2年（1119年），住吉神遷宮日期亦需向朝廷申報，可見在平安時代末期為止依然是國家級的神社。
按《類聚符宣抄》的天元2年（979年）太政官符記載，神社曾經設有大宮司的神職，而在《吾妻鏡》中亦指出出仕於源賴朝的佐伯氏，乃神社的神官，其後神官代代由佐伯氏後裔橫田氏出任。社領稱為「住吉莊」，先後為後白河院領、宣陽門院領、伏見院領和天皇家領。
建武元年（1334年），初次有文獻記載神社為筑前國一宮，文獻同時指出位於福岡市東區箱崎的筥崎宮也是筑前國的一宮，然而按照中世以前的史料記載，筑前國一宮是單指住吉神社，當時竹崎季長的《蒙古襲来繪詞》就描繪了住吉神社的朱紅色鳥居。文明12年（1480年），連歌師宗祇前往神社參拜，並且在《筑紫道記》中記載神社受戰事波及而荒廢的狀態。進入戰國時代後，按神社的古文書記載，神社在大內義隆的勢力下，地位有所提升，但是由於卷入在天文20年（1551年）爆發的大寧寺之變而化為烏有。
進入江戶時代後，就任福岡藩主的黑田長政在元和9年（1623年）下賜神社2,000枚白銀，社殿得已重建，並且沿用至今。天和3年（1683年），第3代藩主黑田光之賞賜神社30石社領，而在文化13年（1816年），第10代藩主黑田濟清再增封20石。此時，神社的別当寺是松花山圓福寺。
明治維新後，神社在1872年於近代社格制度位列縣社，其後在1925年升至官幣小社。第二次世界大戰後，神社則列為神社本廳的別表神社。

## 境內

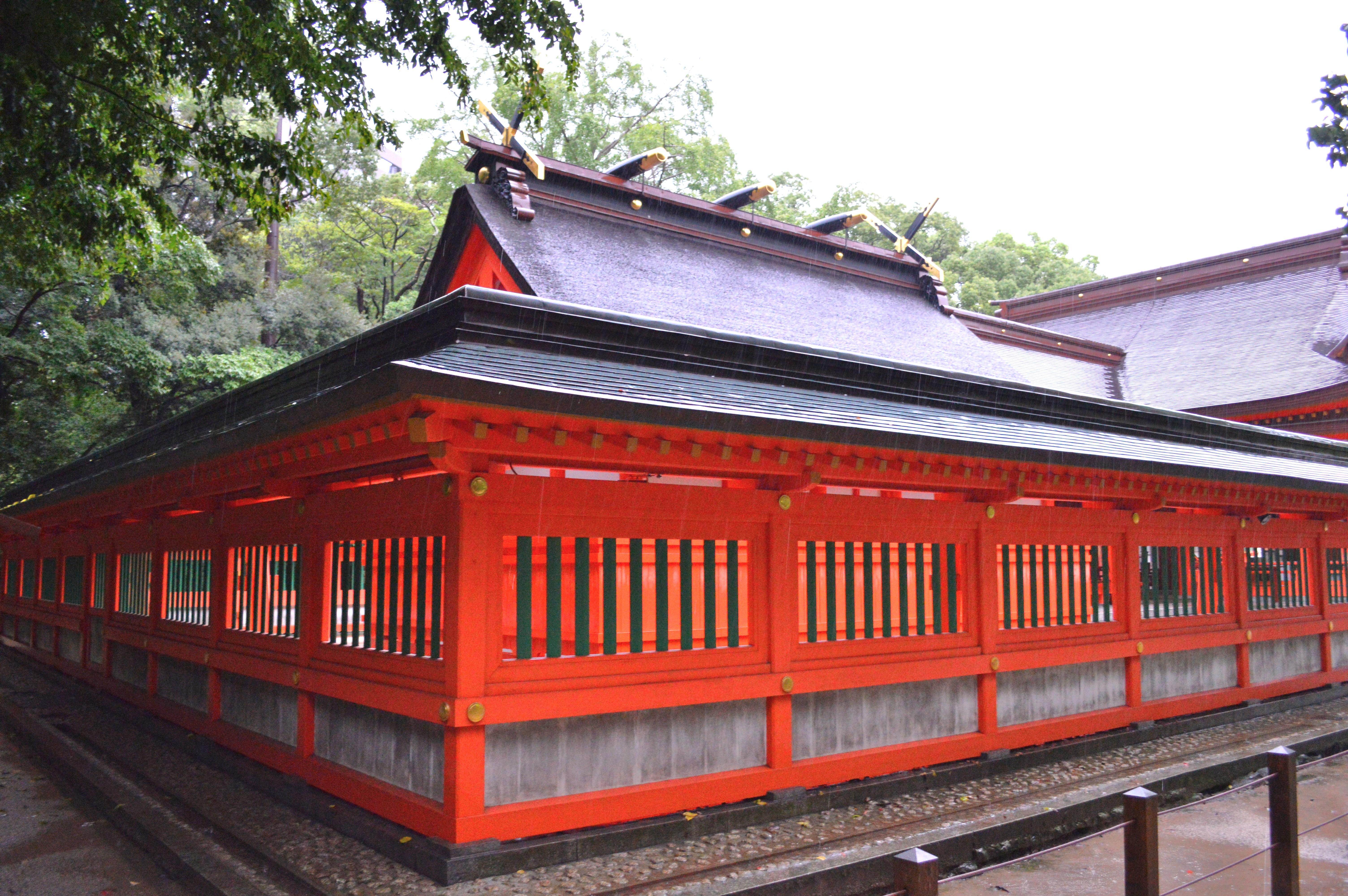
本殿（日本的重要文化財）

神社佔地8,107坪（2.68公頃）。社殿中的本殿是在江戶時代前期的元和9年（1623年）由福岡藩主黑田長政興建，建造方式為住吉造，與大阪的住吉大社相同。雖然住吉大社有座本殿，而住吉神社只有一座，但是按照興建年份來比較的話，住吉神社遠比在1810年興建的住吉大社本殿要早。屋頂為4間桁行（奧行）和兩間梁間（間口）的切妻造，並且鋪上檜皮葺。屋頂以及連接著的破風、千木和堅魚木，各為三條直視，與古代建築同出一轍。柱是橙色，牆壁則是白色。住吉造與神明造、大社造同為佛教傳入日本前，古代日本的建築模式之一，有些意見認為大和大王的居所也是採用相同形式。本殿為日本的重要文化財。
本殿前的拜殿則是入母屋造，屋頂是銅板葺。境內南邊的能樂殿是位於福岡市中央區天神的警固神社內的能樂堂老化後，在1935年計劃改為在住吉神社內興建，並且於1938年。能樂殿是入母屋造妻入式結構，屋根是波子鐵板葺，將日本與西洋的建築方式融為一體，這項近代的和風建築為福岡市指定文化財產。
境內亦建有神樂殿和神門等建築。

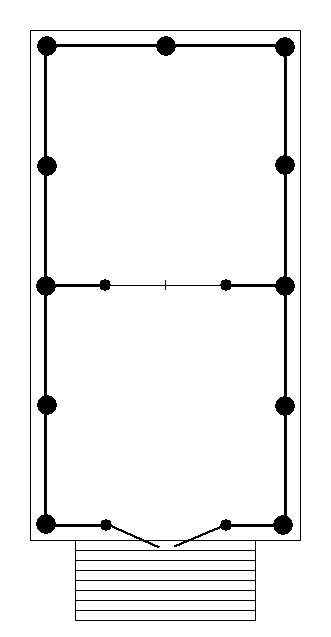
住吉造的平面圖
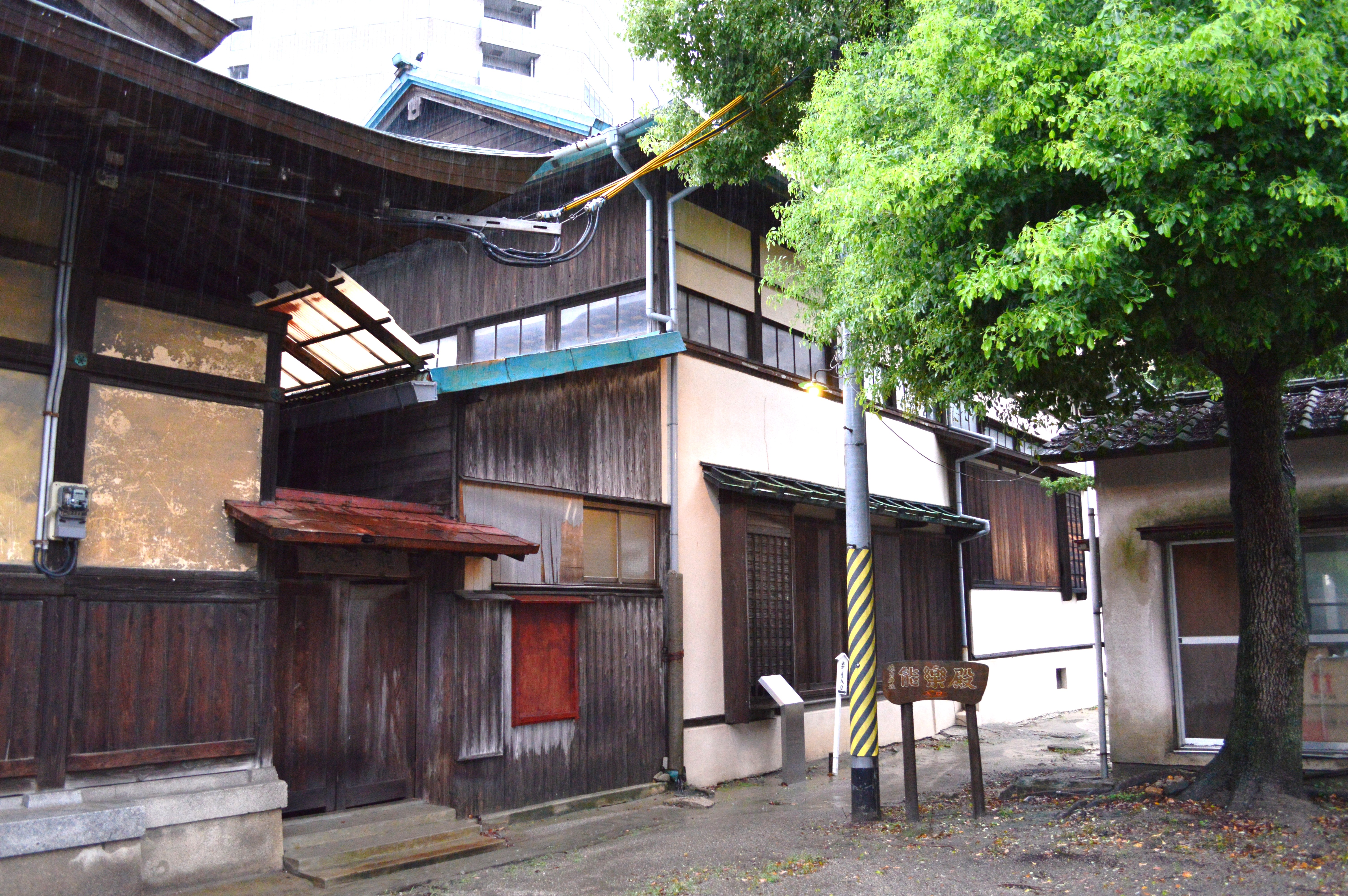
能樂殿
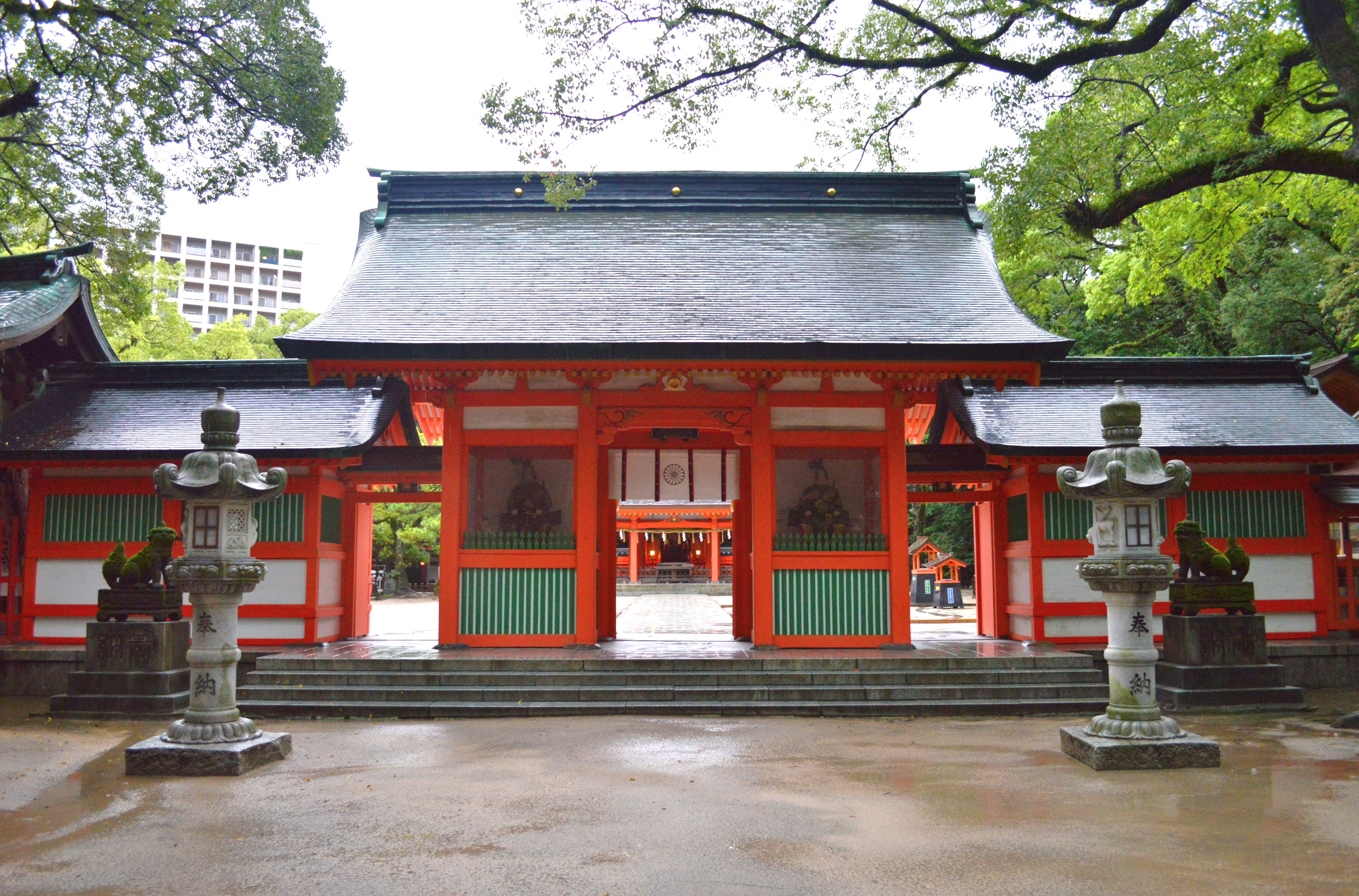
神門
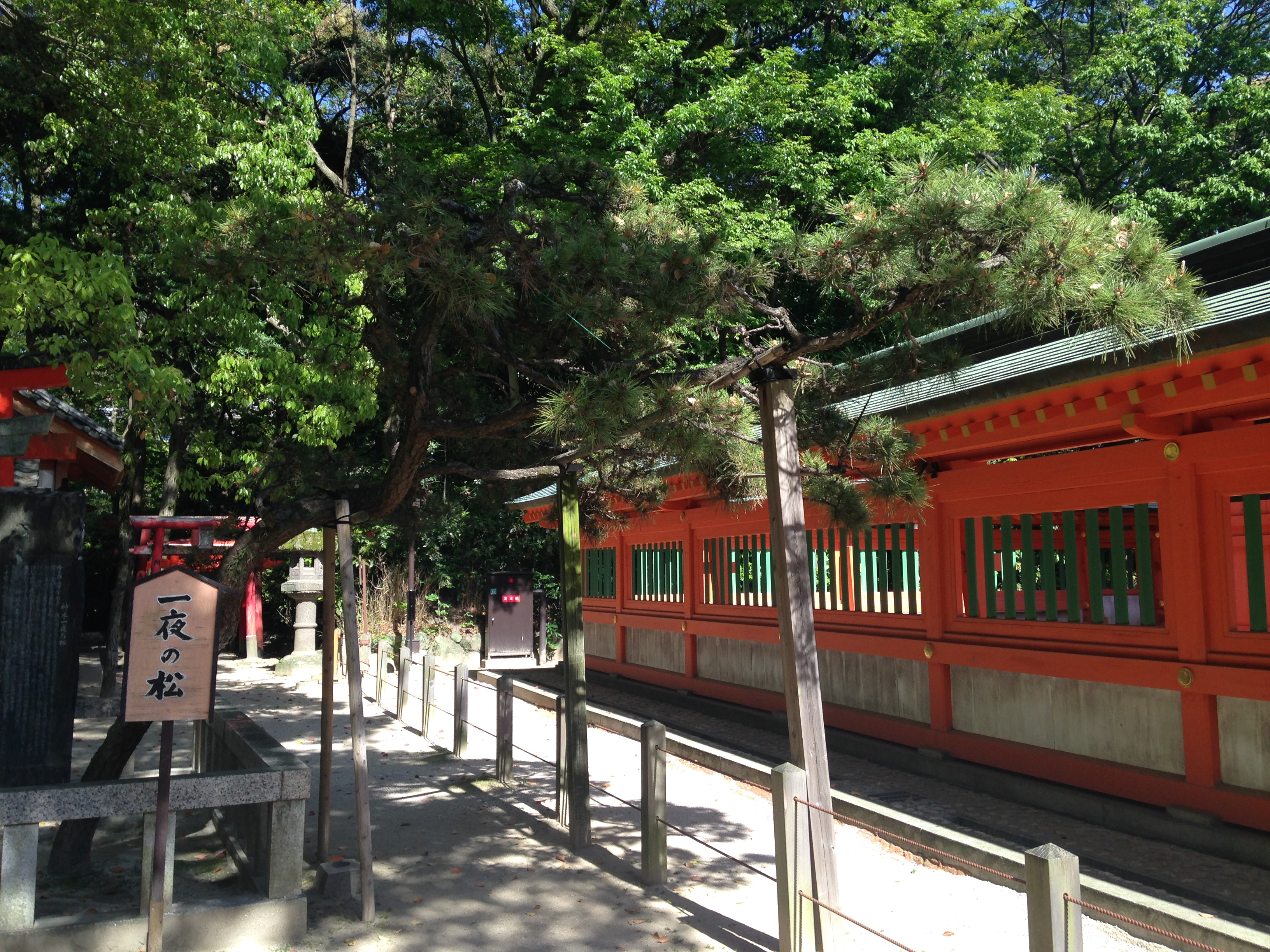
神木「一夜松」
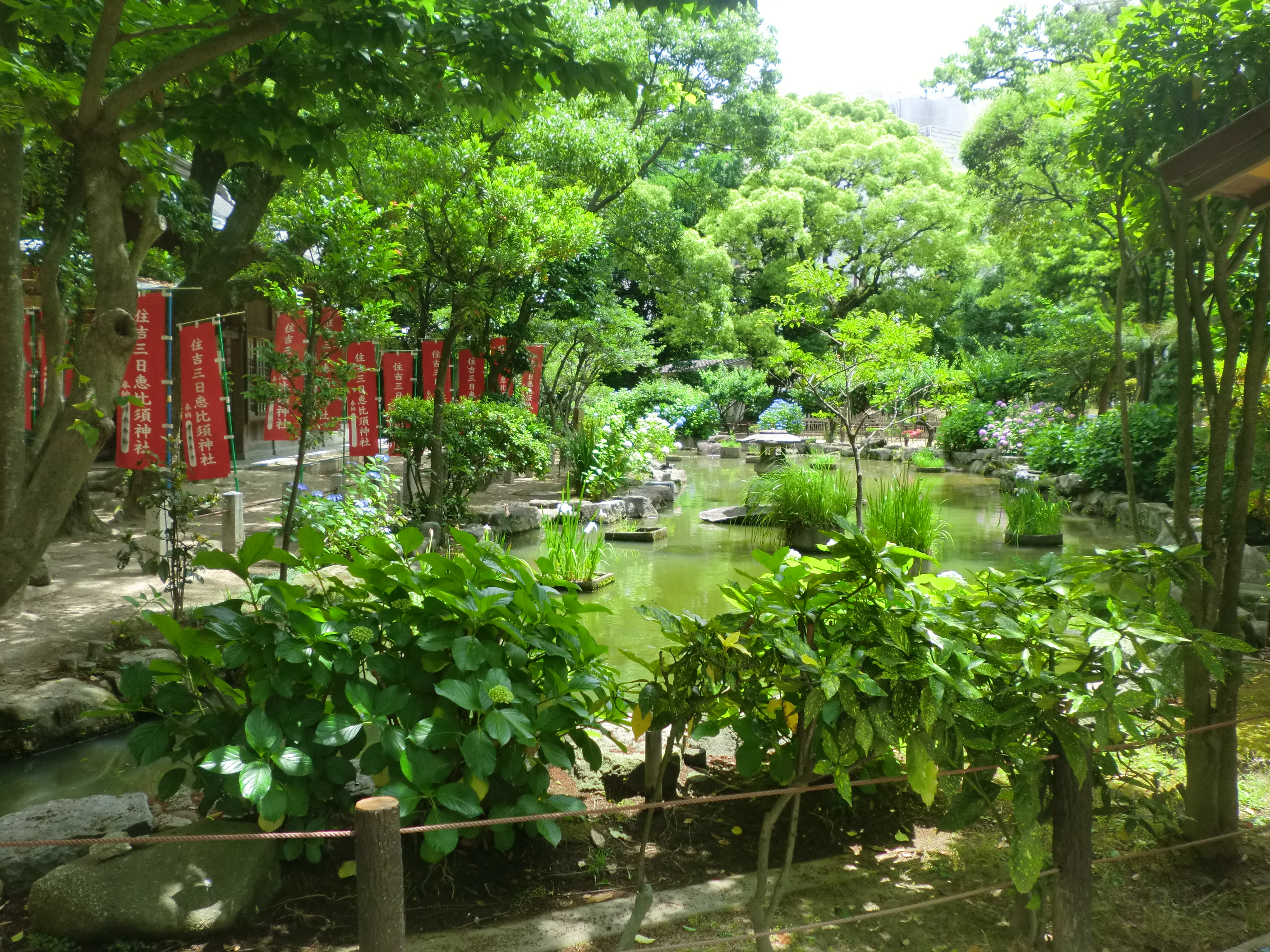
功德池 以前舉行放生會的地方
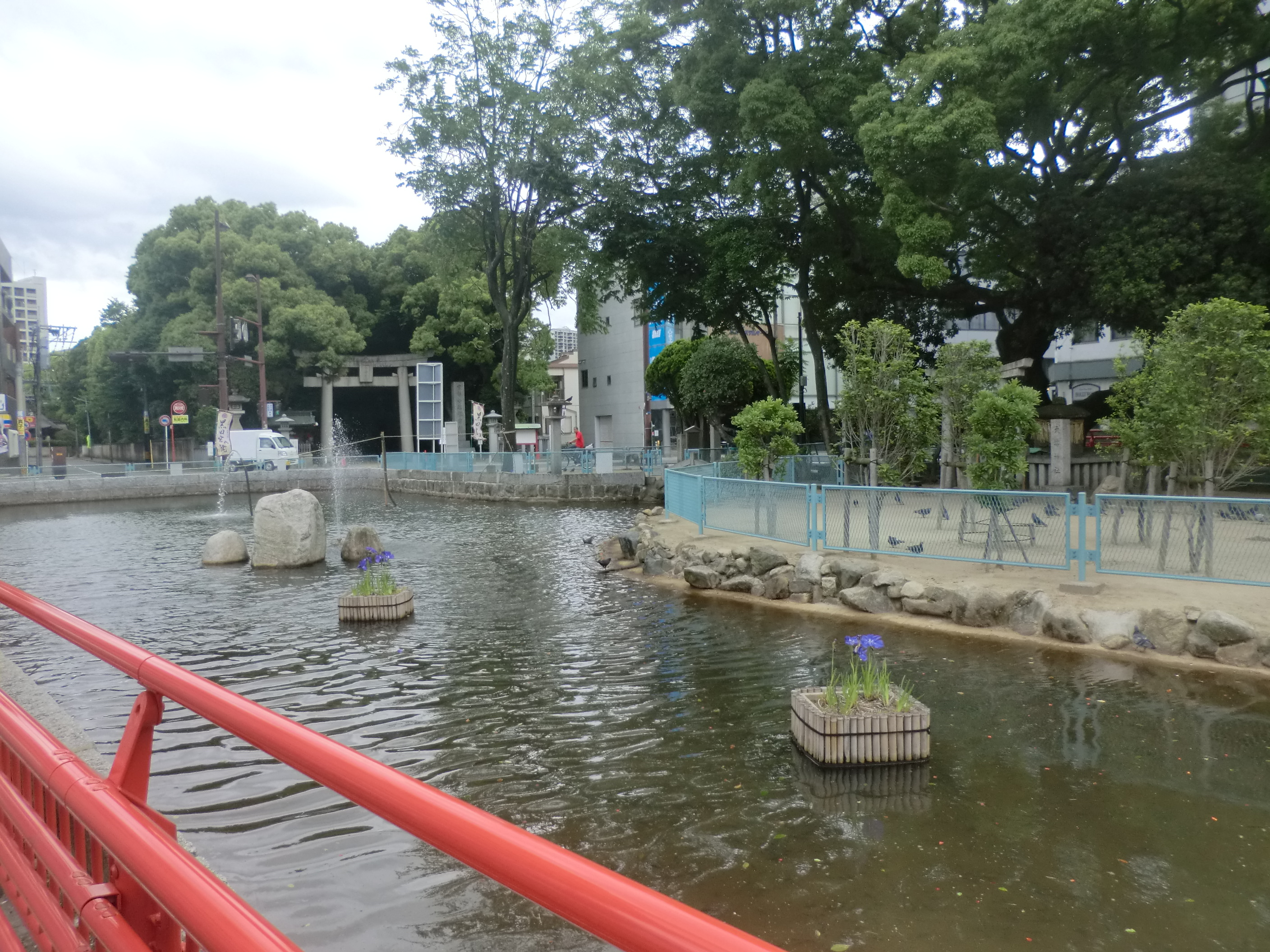
天龍池（汐入池）

## 攝社
神社的攝末社分別有兩座攝社和6座末社，總共8座。
| 分類 | 名稱                   | 祭神         | 例祭     |
| ---- | ---------------------- | ------------ | -------- |
| 攝社 | 船玉神社               | 猿田彥       | 9月9日   |
| 攝社 | 志賀神社               | 綿津見三神   | 6月1日   |
| 末社 | 少彥名神社             | 少彥名       | 6月8日   |
| 末社 | 稻荷神社               | 宇迦之御魂神 | 10月10日 |
| 末社 | 惠比須神社             | 事代主命     | 1月3日   |
| 末社 | 天滿宮                 | 菅原道真     | 8月25日  |
| 末社 | 人丸神社               | 柿本人麿     | 3月18日  |
| 末社 | 天津神社（位於西門外） | 伊奘諾尊     | 4月22日  |

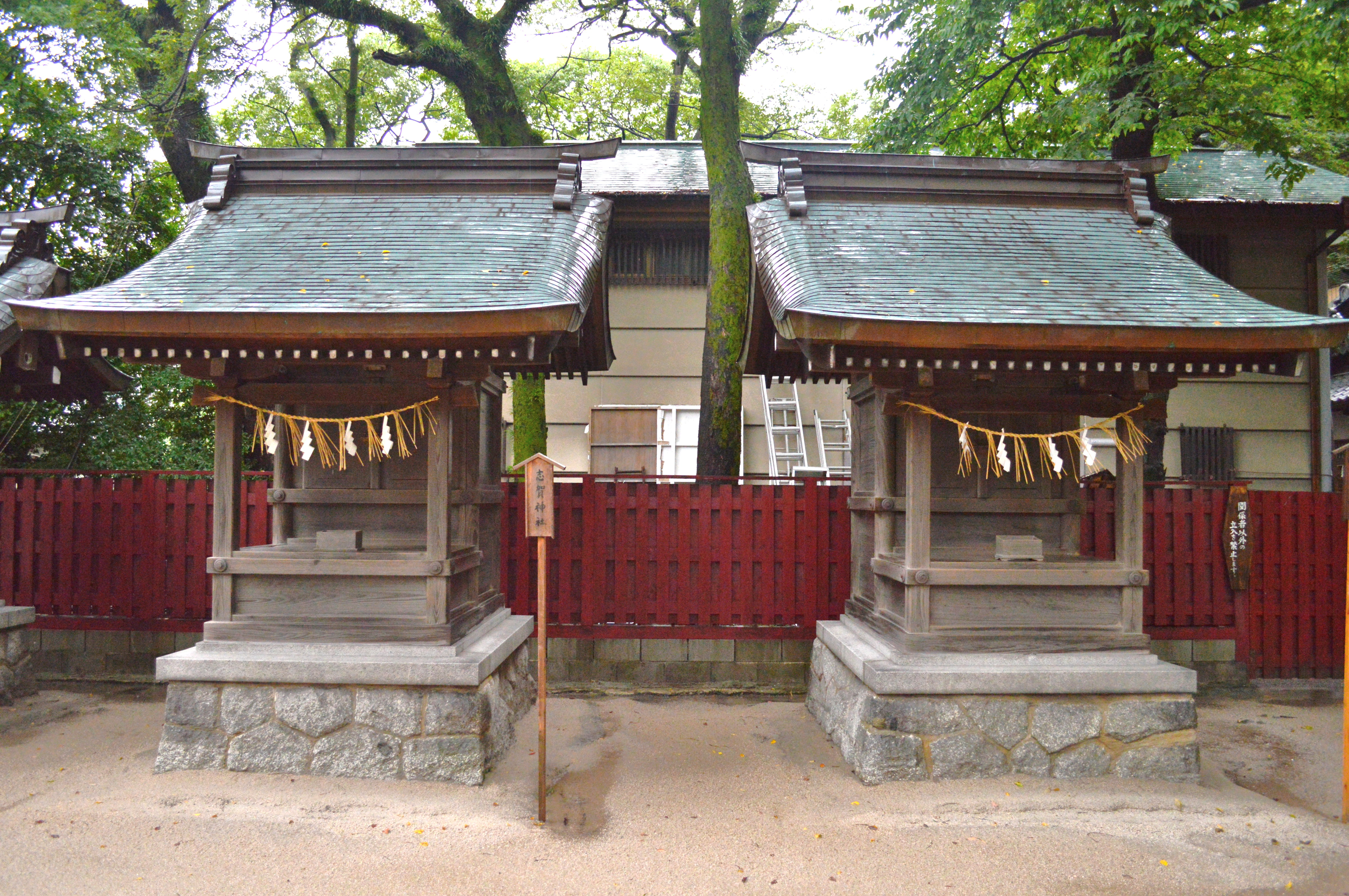
船玉神社（右）和志賀神社（左）

關連社則是位於福岡市博多區千代的千代森神社和福岡市博多區祇園町的下照姬神社。

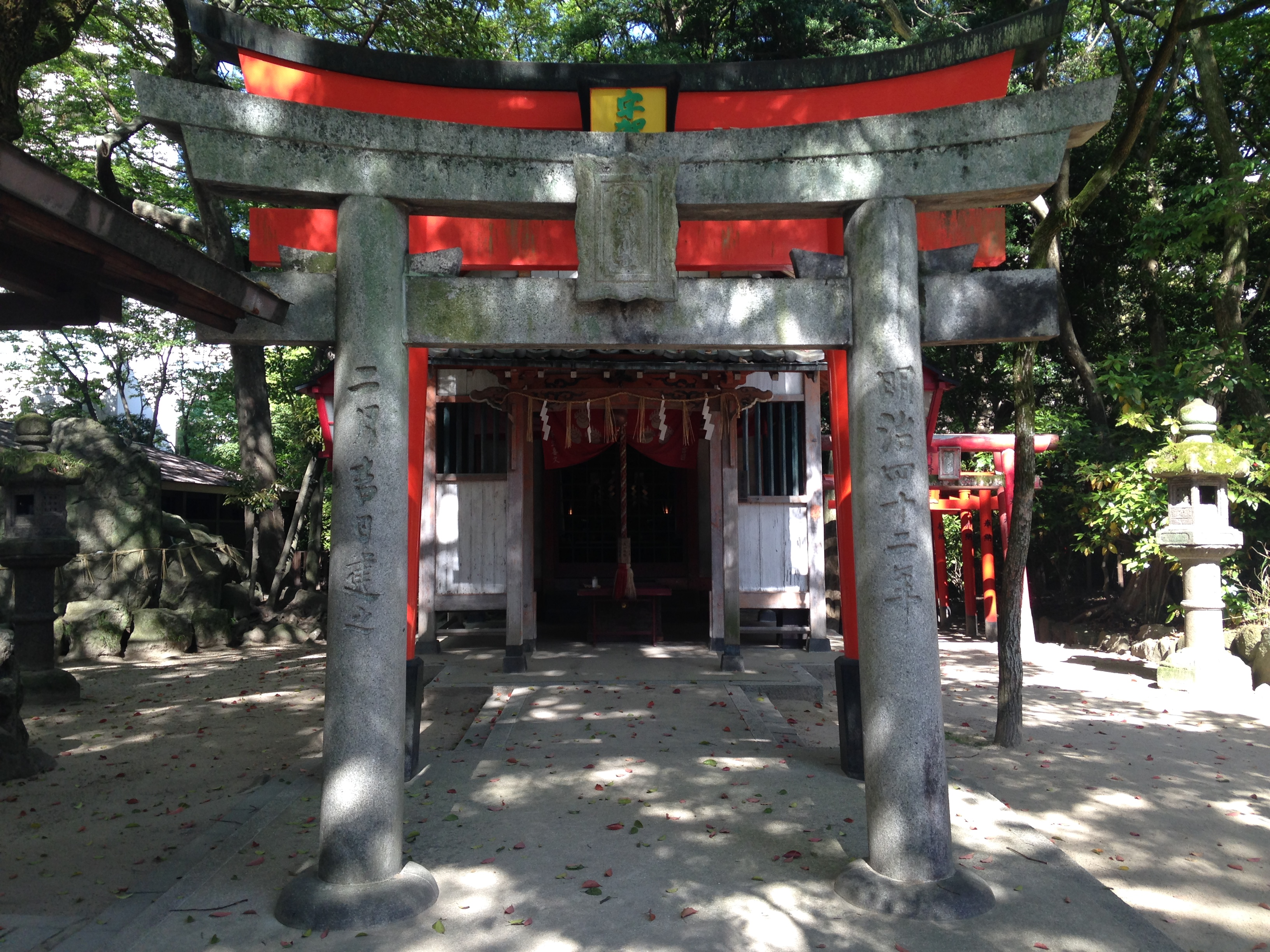
稻荷神社
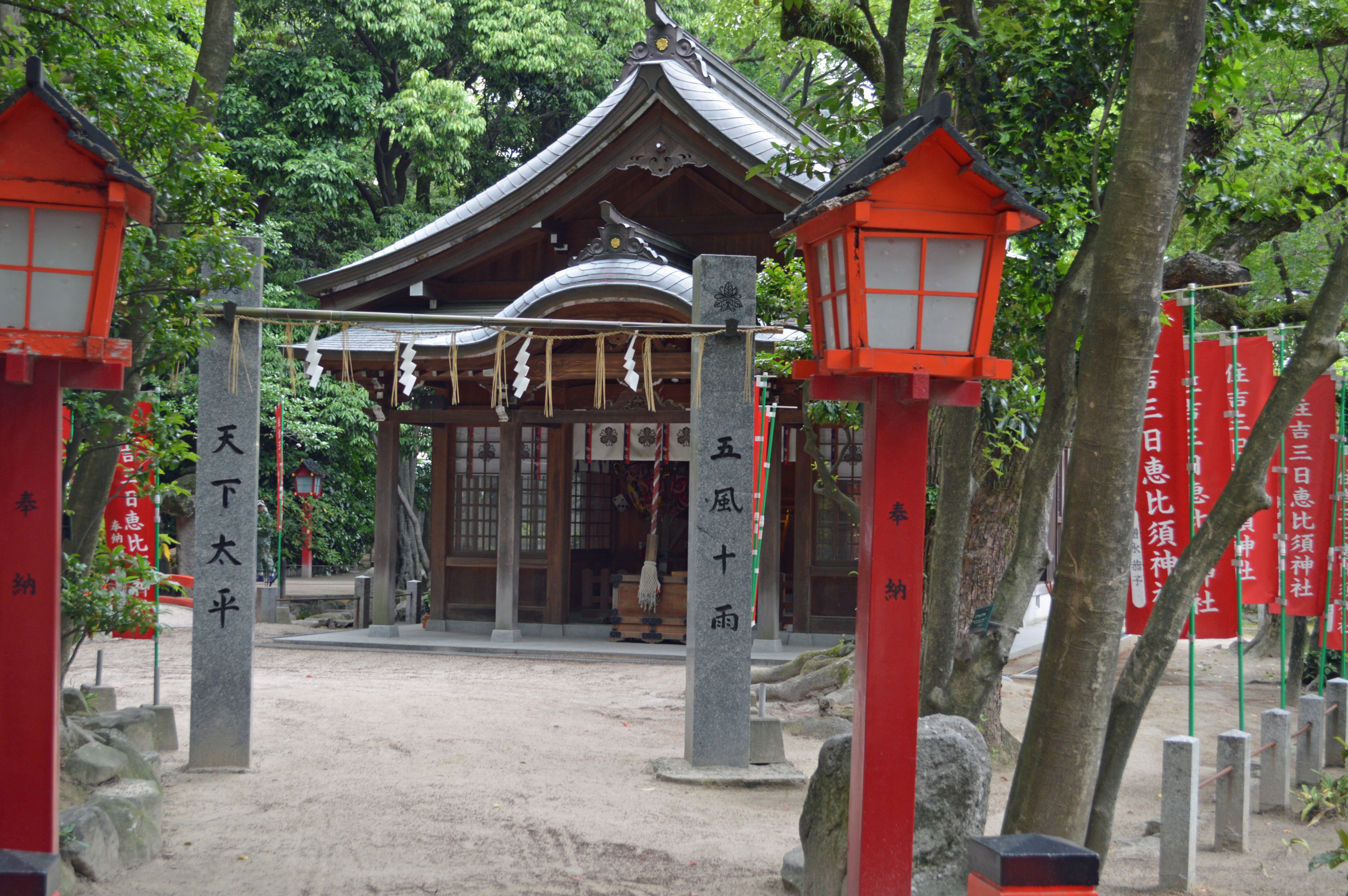
惠比須神社
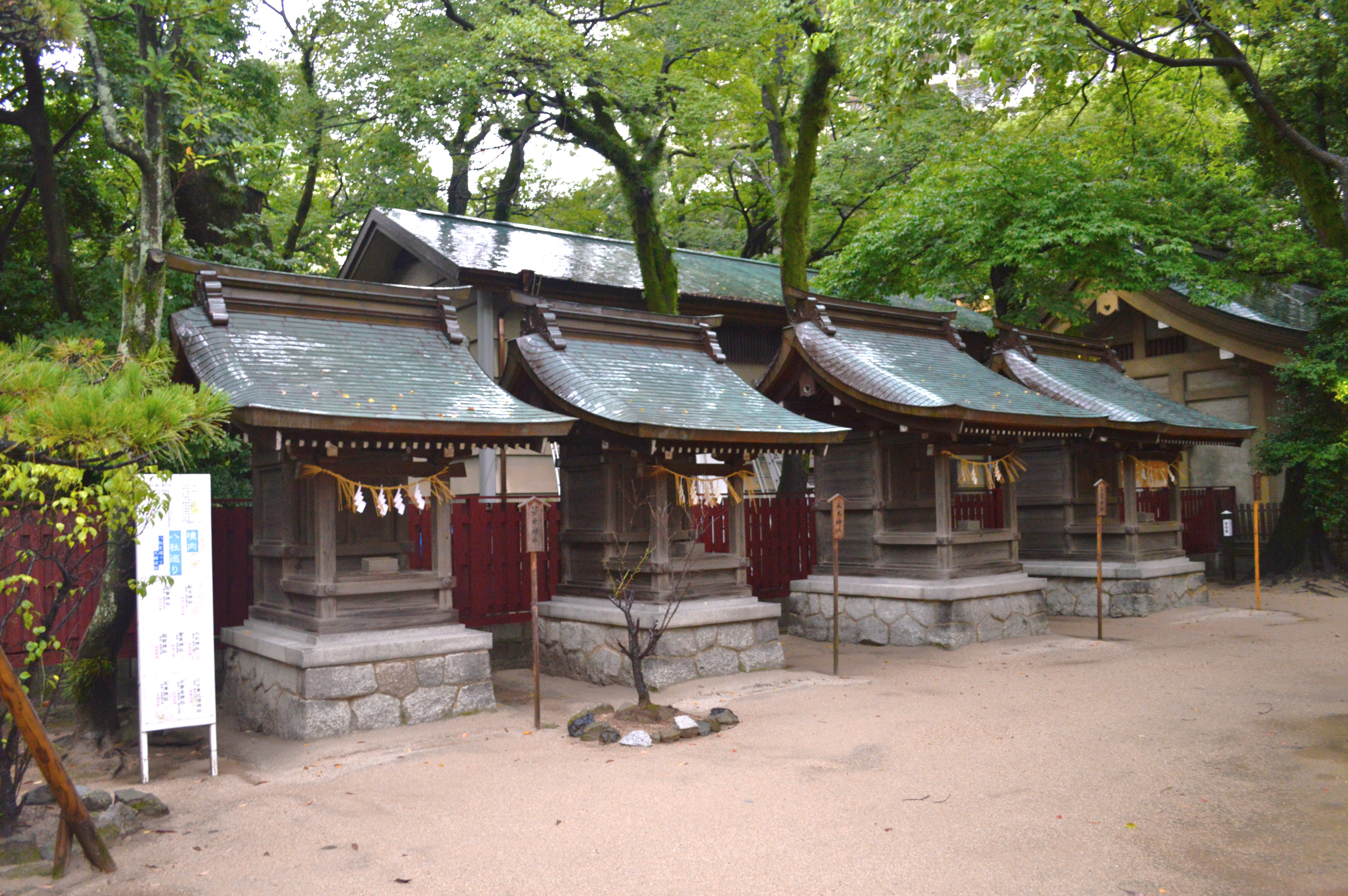
境内4社 左起為天滿宮、人丸神社、志賀神社和船玉神社。
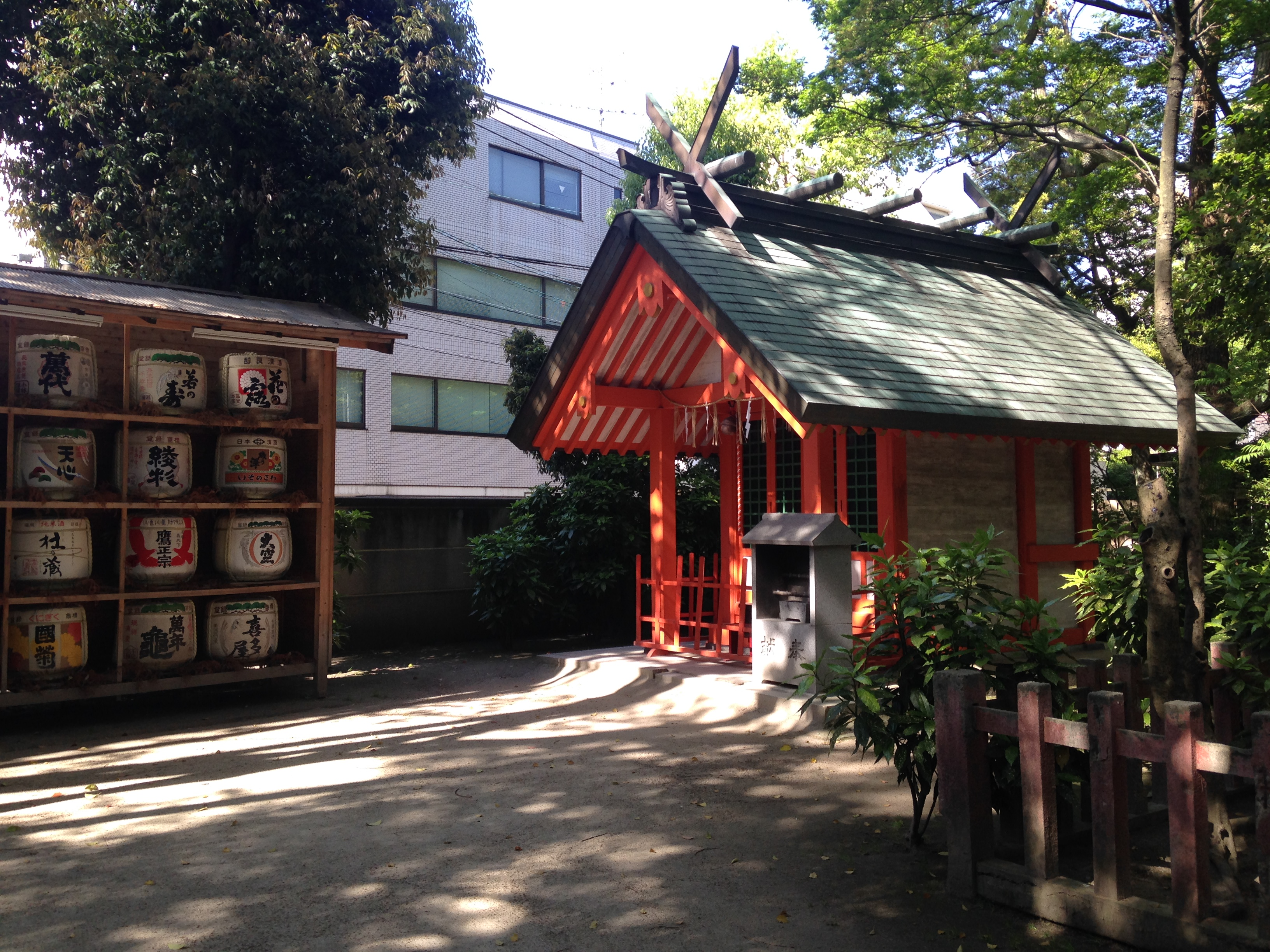
少彥名神社

## 祭事

### 年度祭事[14]
| 1月  | 歲旦祭（1月1日） 住吉三日惠比須神社例祭（1月3日） 追儺祭（1月7日）                                              |
| 2月  | 節分祭（2月3日） 稻荷神社初午祭（2月初午） 建國紀念祭（2月11日）                                                |
| 3月  | 御田祭（3月7日） 人丸神社例祭（3月18日）                                                                        |
| 4月  | 潮干祭（4月3日） 天津神社例祭（4月22日）                                                                        |
| 5月  | 沒有 |
| 6月  | 船玉神社例祭（6月1日） 少彥名神社例祭（6月8日） 大祓式（6月30日）                                               |
| 7月  | 名越大祭和菅原神社例祭（7月30日至8月1日）                                                                       |
| 8月  | 名越大祭和菅原神社例祭（7月30日至8月1日）                                                                       |
| 9月  | 早穗祭（9月4日） 志賀神社例祭（9月9日）                                                                         |
| 10月 | 稻荷神社例祭（10月10日） 例大祭（相撲會大祭或相撲會祭，10月12日至14日） 神宮遙拜式（10月17日）                  |
| 11月 | 步射祭（11月7日） 稻荷神社鞴祭和少彥名神社例祭（11月8日） 官幣社列格紀念祭（11月10日） 新穀感謝大祭（11月23日） |
| 12月 | 大祓式和除夜祭（12月31日）                                                                                      |

### 主要祭事
追儺祭於每年的1月7日舉行，以祈求皇室和國家繁榮，舉行名為打鬼（鬼すべ）和換謊（鷽替え）的神事。御田祭則於每年3月7日，祈求五穀豐收，舉行播種神事。每年4月3日是潮干祭，祈求航海安全和漁穫豐收，舉行名為神幸（神輿渡御）的神事。以前，神社面向海，因此需要乘船舉行神行，現在則在陸地上進行。名越大祭則於每年7月30日至8月1日舉行，是與伊邪那岐進行禊祓的儀式時誕下住吉神相關的神事，舉行名為走茅圈與人形流的神事以去除污穢。例大祭又稱為相撲会大祭或相撲會祭，於每年10月12日至14日舉行，是住吉神社最重要的祭事。由來為神功皇后從朝鮮返回日本時，為了感謝住吉神的神恩，表演了相撲和流鏑馬。祭事中，穿著傳統服裝的小童排成一列，以及舉行流鏑馬和少年相撲。步射祭於每年11月7日舉行。元慶2年（878年），陽成天皇奉幣期間，住吉神協助其免去賊盜之災，陽成天皇為表感謝，命大宰府的役人往南西（裏鬼門）方向進行步射以來的神事。現時則祈求國家鎮護，在神社前舉行步射。

## 文化財產

### 重要文化財產（日本國指定）
- 本殿（建築物）—江戶時代前期。1922年4月13日指定[10]。

### 福岡縣指定文化財產
- 有形文化財產[19]。
  - 銅戈6枝（考古資料）
彌生時代中期的銅戈（日语：銅戈）。據稱為社殿內出土，但是出土狀況和位置不明。中小型，全長約34厘米。1958年10月29日指定[20]。
  - 銅矛5枝（考古資料）
彌生時代中期的銅矛（日语：銅矛）。與銅戈一樣據稱在社殿內出土，但是出土狀況和位置不明。1958年10月29日指定[21]。

### 福岡市指定文化財產
- 有形文化財產[22][23]。
  - 能樂殿（建築物）—1938年興建。2000年3月23日指定。
  - 松花和歌集第五卷一卷（書籍、典籍、古書）—鎌倉時代末期的歌集。1987年3月30日指定。
  - 住吉神社文書27份（書籍、典籍、古書）—鎌倉時代以後的文書。1987年3月30日指定。

### 其他
- 博多古圖—描繪中世期博多的圖畫。
- 住吉大明神御緣起—17世紀末成立的緣起。

## 登場作品
- 寬弘2年（1005年），藤原高遠參拜時頌唱的和歌[24]

|                                    | 並非特意為住吉神而來 只是為了祭拜這高深莫測的神之心靈 |
| ——大宰大貳藤原高遠，《大貳高遠集》 |                                                       |

## 外部連結
- 筑前一之宮 住吉神社
- 住吉神社（页面存档备份，存于）
- 住吉神社三座（页面存档备份，存于）